# Pickeliana
Metaphareus – rodzaj kosarzy z podrzędu Laniatores i rodziny Stygnidae. Gatunkiem typowym jest Pickeliana pickeli.

## Występowanie
Przedstawiciele tego rodzaju występują w Ameryce Południowej.

## Systematyka
Opisano dotąd zaledwie 3 gatunki należące do tego rodzaju:
- Pickeliana albimaculata Hara & Pinto-da-Rocha, 2008
- Pickeliana capito (Soares & Soares, 1974)
- Pickeliana pickeli Mello-Leităo, 1932